# Gesetz zur Reform des Zivilprozesses
Das Gesetz zur Reform des Zivilprozesses, kurz Zivilprozessreformgesetz – ZPO-RG ist ein umfangreiches deutsches Artikelgesetz, mit dem „der Zivilprozess durch eine grundlegende Strukturreform bürgernäher, effizienter und transparenter“ gestaltet werden sollte.
Es wurde am 27. Juli 2001 beschlossen. Beabsichtigt waren eine Reform der Verhandlungskultur, der Rechtsmittelzüge und des Gerichtsaufbaus, außerdem eine Anpassung an die Fortschritte im Bereich der Informations- und Kommunikationstechnologien sowie an die Vereinheitlichung des europäischen Rechtsraums. Dazu zählten die Stärkung der ersten Instanz, die Institutionalisierung des Schlichtungsgedankens durch Einführung einer Güteverhandlung, eine Umgestaltung der Berufung in ein Instrument zur Fehlerkontrolle und eine beschleunigte Erledigungsmöglichkeit für substanzlose Berufungen. 
Mit dem ZPO-RG wurden Änderungen im Gerichtsverfassungsgesetz, der Zivilprozessordnung sowie weiteren 48 Gesetzen und Verordnungen vorgenommen.